# Кругла пилка

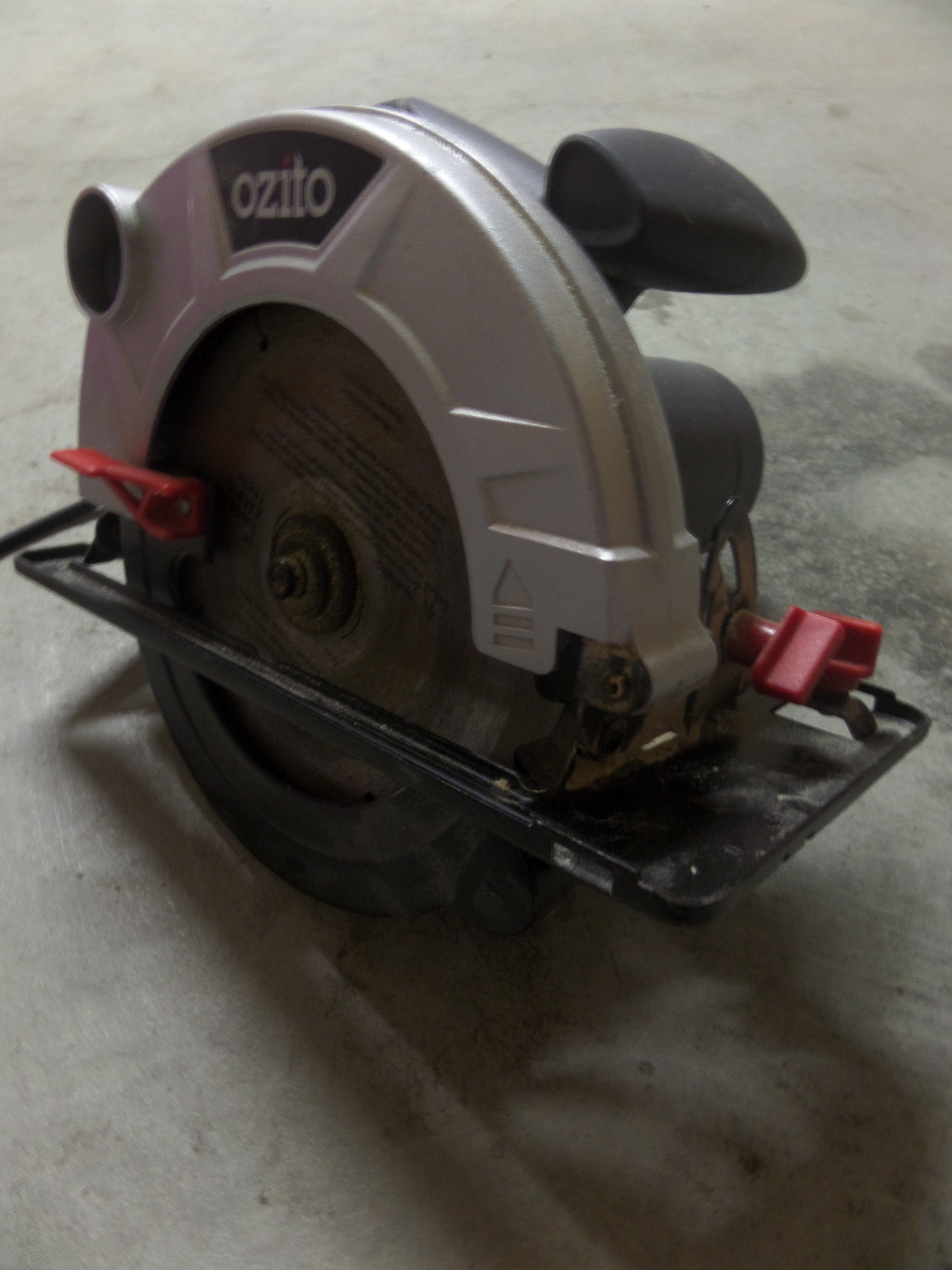
Ручна кругла пилка

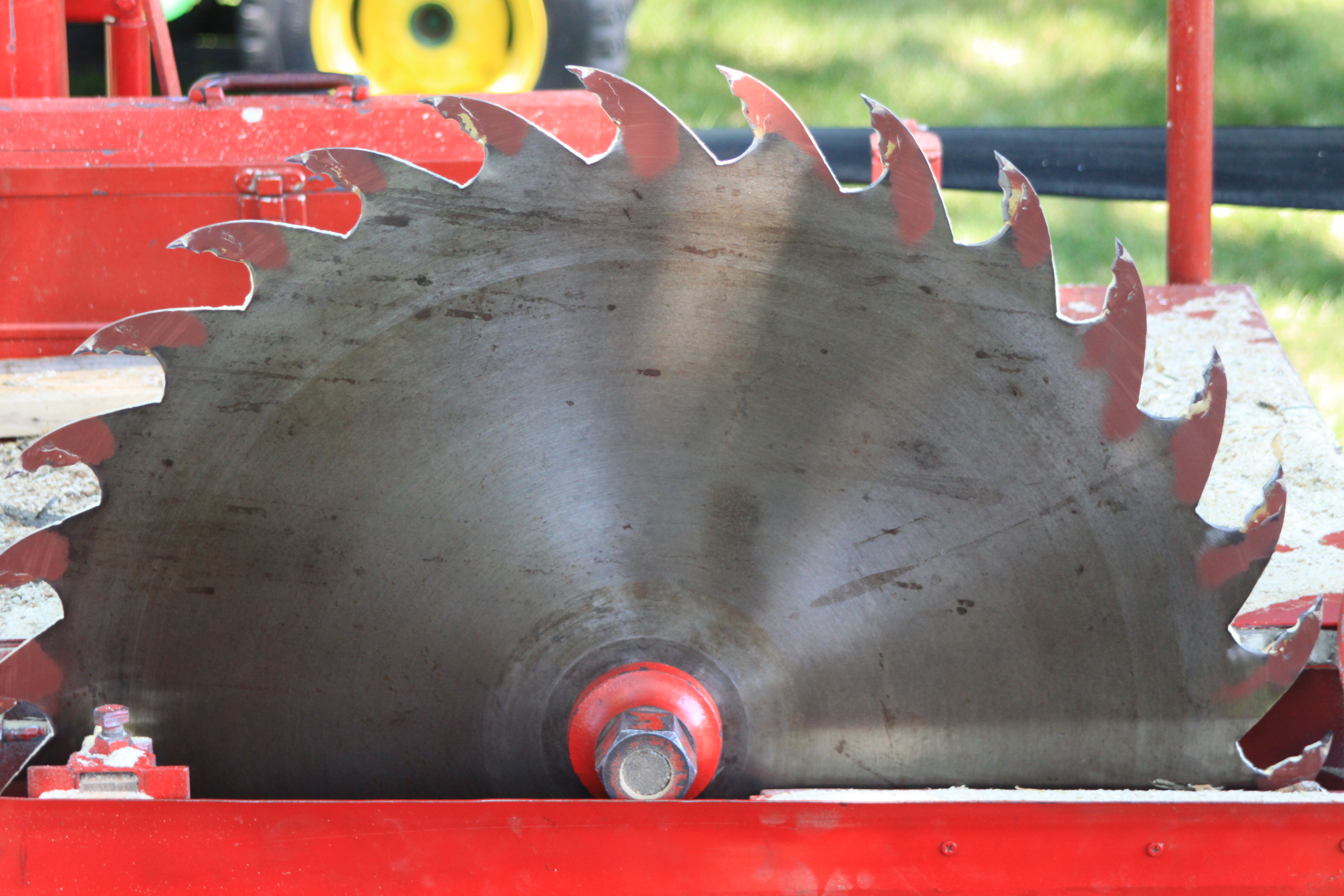
Кругла пила пересувної пилорами

Кругла пилка (застарілі назви: циркульна пилка, циркулярна пилка, також народна назва: циркулярка) — ріжучий інструмент у вигляді плоского металевого диска, на зовнішній кромці якого розташовані зуби. Використовується на круглопильних, маятникових і інших верстатах, також як ручний електроінстумент для розкрою різних матеріалів, найчастіше деревини, пластику, м'якого металу.

## Основні геометричні характеристики круглої пилки
- Тип пилки (форма і тип заточування зубів)
- Зовнішній діаметр пилки
- Кількість зубів
- Ширина різу
- Товщина полотна пилки
- Діаметр отвору.